# Báltica

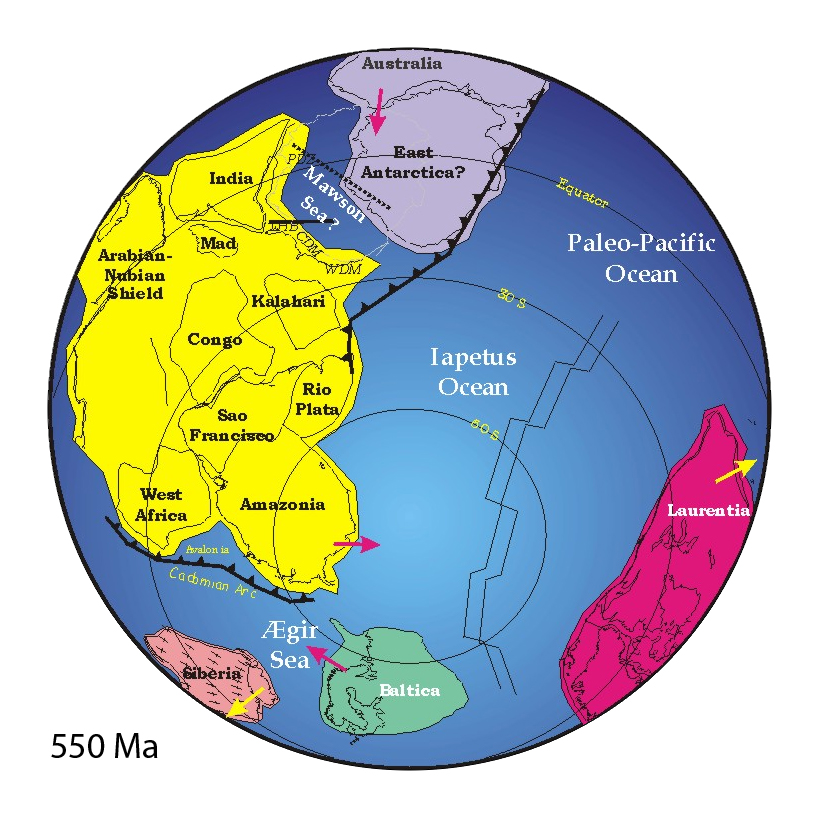
El paleocontinente Báltica (en verde) hace 550 Ma (millones de años).

Báltica es el nombre dado por la paleogeología a un continente antiguo que surgió aproximadamente hace 1800 a 1900 millones de años durante el Paleoproterozoico, y que ahora se incluye en el cratón de Europa Oriental. Formaba parte del supercontinente Rodinia.
Sus dimensiones eran pequeñas en comparación con otros continentes como Laurencia o Gondwana.
Antes de su formación los tres fragmentos que ahora comprenden el cratón de los países de Europa Oriental se encontraban en diferentes lugares del planeta.
- Datos: Q805735